# Кезелькаш (Тафреш)
Кезелькаш (перс. قزلقاش) — село в Ірані, у дегестані Рудбар, у Центральному бахші, шагрестані Тафреш остану Марказі. За даними перепису 2006 року, його населення становило 107 осіб, що проживали у складі 26 сімей.

## Клімат
Середня річна температура становить 8,61 °C, середня максимальна – 25,73 °C, а середня мінімальна – -11,44 °C. Середня річна кількість опадів – 257 мм.
| Клімат поселення                              | Клімат поселення | Клімат поселення | Клімат поселення | Клімат поселення | Клімат поселення | Клімат поселення | Клімат поселення | Клімат поселення | Клімат поселення | Клімат поселення | Клімат поселення | Клімат поселення | Клімат поселення |
| Показник                                      | Січ.             | Лют.             | Бер.             | Квіт.            | Трав.            | Черв.            | Лип.             | Серп.            | Вер.             | Жовт.            | Лист.            | Груд.            |                  |
| Середній максимум, °C                         | 3,02             | 4,54             | 7,07             | 14,14            | 19,45            | 24,52            | 25,73            | 25,65            | 21,84            | 16,56            | 10,35            | 5,00             |                  |
| Середня температура, °C                       | −4,2             | −2,68            | −0,14            | 6,92             | 12,22            | 17,32            | 20,52            | 20,45            | 16,65            | 11,36            | 5,15             | −0,19            |                  |
| Середній мінімум, °C                          | −11,44           | −9,89            | −7,36            | −0,3             | 5,02             | 10,09            | 15,32            | 15,26            | 11,45            | 6,16             | −0,06            | −5,4             |                  |
| Норма опадів, мм                              | 31               | 34               | 50               | 42               | 35               | 6                | 2                | 1                | 0                | 9                | 19               | 28               |                  |
| Середньомісячна швидкість вітру, м/с          | 1.63             | 2.18             | 2.44             | 2.74             | 2.26             | 2.12             | 2.08             | 1.98             | 1.92             | 1.88             | 1.59             | 1.70             |                  |
| Середньомісячна сонячна радіація, кДж/м²·день | 8695             | 11457            | 14171            | 17806            | 21998            | 26618            | 26030            | 23728            | 20455            | 14874            | 10542            | 8442             |                  |
| --------------------------------------------- | ---------------- | ---------------- | ---------------- | ---------------- | ---------------- | ---------------- | ---------------- | ---------------- | ---------------- | ---------------- | ---------------- | ---------------- | ---------------- |
| Джерело:                                      |                  |                  |                  |                  |                  |                  |                  |                  |                  |                  |                  |                  |                  |